# Xyleus laevipes
Xyleus laevipes är en insektsart som först beskrevs av Carl Stål 1878.  Xyleus laevipes ingår i släktet Xyleus och familjen Romaleidae. Inga underarter finns listade i Catalogue of Life.